# Бадени (Дамбовица)
Бадени (рум. Bădeni) насеље је у Румунији у округу Дамбовица у општини Рунку. Oпштина се налази на надморској висини од 503 m.

## Становништво
Према подацима из 2002. године у насељу је живело 1056 становника, од којих су сви румунске националности.